# Raffaele Piras (atleta)
Raffaele Piras (Quartucciu, 26 agosto 1942 – Cagliari, 4 dicembre 2014) è stato un lunghista italiano, attivo negli anni 1960.

## Biografia

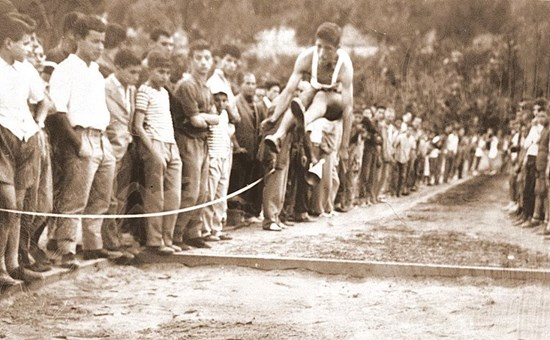
Raffaele Piras in una gara a inizio carriera

Nel 1961 e nel 1963 fu campione italiano assoluto di salto in lungo. Il 9 giugno 1963 a Torino stabilì il suo primato personale saltando 7,60 m, che allora fu la terza miglior prestazione italiana di ogni epoca. Un infortunio al ginocchio gli impedì di partecipare alle Olimpiadi di Tokyo nel 1964 e finì col limitarne la carriera.Ha vestito per 5 volte la maglia azzurra. 
Terminata l'attività agonistica, oltre a rimanere nel mondo dell'atletica come allenatore, si dedicò alla composizione di poesie in lingua sarda campidanese ricevendo numerosi riconoscimenti.